# Hethitische Sprache
Die hethitische Sprache, die Sprache der Hethiter (heth. Eigenbezeichnung 𒉈𒅆𒇷 nešili, nešumnili, deutsch ‚Nesisch, Sprache der Leute aus Kaneš-Neša‘), ist eine ausgestorbene indogermanische Sprache, die in Kleinasien verbreitet war und mit Keilschrift geschrieben wurde. Ihre ältesten Schriftzeugnisse stammen aus der Mitte des 18. Jahrhunderts v. Chr.; sie sind damit die ältesten Belege einer indogermanischen Sprache.

## Klassifikation und Sprachgeschichte
Zusammen mit mehreren anderen ausgestorbenen kleinasiatischen Sprachen bildet das Hethitische den anatolischen Zweig der indogermanischen Sprachgruppe. Ob die anatolischen Sprachen den ältesten indogermanischen Sprachzweig bilden und Anatolien die ursprüngliche Heimat ist („Anatolien-Hypothese“), oder ob ihre Träger nach Anatolien eingewandert sind (u. a. „Kurgan-Hypothese“), ist nicht restlos geklärt.
Indogermanische Sprachen
Anatolische Sprachen (Anatolischer Zweig)
| Hethitisch, | Lydisch,  | Palaisch, |
| Luwisch,    | Karisch,  | Lykisch,  |
| Pisidisch,  | Sidetisch |           |

Innerhalb des anatolischen Zweigs, der ausgestorben ist, stellt das Hethitische gemessen an der Belegsituation die wichtigste Sprache dar. Luwisch, Karisch, Lykisch, Pisidisch und Sidetisch werden gelegentlich als „luwische Sprachen“ zusammengefasst, da sie näher untereinander verwandt zu sein scheinen.
Nicht zu verwechseln ist das Hethitische mit dem Hattischen, der Sprache der Hattier, die Zentral-Anatolien bereits vor der Einwanderung der indogermanischen Völker bewohnten. Die Bezeichnung Hethiter wurde vom Namen der Hattier entlehnt.
Nach seiner Entdeckung wurde die Zugehörigkeit des Hethitischen (und damit auch der übrigen anatolischen Sprachen) zu den indogermanischen Sprachen zunächst auch bezweifelt. Die Gründe liegen in den zum Teil stark abweichenden grammatischen Erscheinungen des Hethitischen. Es wurde vielmehr vermutet, dass es sich beim Hethitischen um einen sehr nahen Verwandten des Indogermanischen handle und mit ihm das sog. „Indo-Hethitische“ bilde. Heute wird durchgehend die Meinung vertreten, dass die hethitische Sprache und ihre anatolischen Schwestersprachen sich wie die übrigen indogermanischen Sprachen aus einer Sprache entwickelt haben, die – so wird vermutet – um etwa 3000 v. Chr. oder jedenfalls nicht sehr viel früher in der Pontischen Steppe nördlich des Schwarzen Meeres von den Trägern der sogenannten Kurgankultur gesprochen wurde. Diese Grundsprache wird allgemein als indogermanische Ursprache (seltener: indogermanische Grundsprache) bezeichnet. Als sich in der Folgezeit der Kulturverband löste (die Gründe liegen noch weitgehend im Dunkeln), löste sich auch der gemeinsame Sprachverband in einzelne Sprachen bzw. Sprachzweige.
Ausschließlich im anatolischen Zweig belegte Eigenheiten werden von den Vertretern der „indo-hethitischen Hypothese“ damit begründet, dass sich die Sprecher der späteren anatolischen Sprachen als erste aus dem gemeinsamen Sprachverband lösten. Alle übrigen indogermanischen Sprachen müssten dann diese Eigenheiten ersetzt haben. Die gegenteilige These – heute weniger akzeptiert – begründet die Unterschiede mit individuellen Ersetzungen und Bewahrungen in der anatolischen Umgebung.
Die hethitischen Sprachdenkmäler und Textzeugnisse selbst werden in drei Sprachstufen oder Epochen aufgeteilt, und zwar
- Althethitisch (1750 bis 1450 v. Chr., bis Telipinu)
- Mittelhethitisch (1450 bis 1380 v. Chr., bis Šuppiluliuma I.)
- Junghethitisch (1380 bis 1220 v. Chr., bis zum Untergang des Reiches)

Das älteste hethitische (und überhaupt das älteste indogermanische) Sprachdokument ist der Anitta-Text, die Proklamation eines vordynastischen Königs von 1730 v. Chr. Aus der umfangreichen (in altassyrisch geschriebenen) Handels- und Privatkorrespondenz der Karum-Zeit der altassyrischen Handelskolonie in Kaniš, die schon Jahrhunderte vor Anitta bestand, sind zahlreiche eindeutig hethitische Personennamen überliefert.
Die junghethitische Epoche lässt sich wiederum in drei Phasen einteilen.
Durch die kriegerischen Entwicklungen im ostmediterranen Raum („Seevölker“) kam es nach 1200 v. Chr. zum Zerfall des hethitischen Reiches in Kleinstaaten, die von Aramäern besiedelt wurden. Das Gebiet fiel schließlich unter die Herrschaft der Assyrer, deren Amtssprache das Aramäische war.

## Schriftzeugnisse und Entdeckung
Bereits gegen Ende des 19. Jahrhunderts entdeckten französische Archäologen in Ḫattuša, der früheren Hauptstadt des Hethiter-Reiches, nahe dem türkischen Dorf Boğazköy (dem heutigen Boğazkale) einige Tontafelfragmente. Die darauf befindlichen Texte waren in einer lesbaren Variante der akkadischen Keilschrift verfasst, die aber die Archäologen nicht verstanden, da sie größtenteils in einer unbekannten Sprache verfasst waren. Die Veröffentlichungen blieben weitgehend unbeachtet. 1902 vermutete der Norweger Jørgen Alexander Knudtzon, dass die gefundenen Texte in einer indogermanischen Sprachvariante abgefasst wurden. Er stützte seine These auf die in Tell el-Amarna gefundene Korrespondenz zwischen dem hethitischen Großkönig und dem Pharao Amenophis IV. (Echnaton). 1906 entdeckten zwei Archäologen, der Deutsche Hugo Winckler und der osmanische Grieche Theodor Makridi Bey, in Boğazköy eine Tafel mit einem längeren Text, der beiden inhaltlich bereits bekannt war. Es handelte sich um eine Version des Friedensvertrages zwischen dem hethitischen Großkönig Ḫattušili und dem ägyptischen Pharao Ramses II. Eine Kopie dieses Textes, der als der frühestbezeugte Friedensvertrag der Menschheit gilt, steht in der Hauptverwaltung der UNO in New York.
Die eigentliche Entzifferung des Materials und die Postulierung der Verwandtschaft mit den indogermanischen Sprachen gelang aber erst dem Tschechen Bedřich Hrozný im Jahre 1915. Er veröffentlichte in jenem Jahr zuerst einen Bericht mit dem Titel Die Lösung des hethitischen Problems in den Mitteilungen der Deutschen Orient-Gesellschaft. Zwei Jahre später erschien das Buch Die Sprache der Hethiter, ihr Bau und ihre Zugehörigkeit zum indogermanischen Sprachstamm.
Das Textkorpus enthält u. a. umfangreiche religiöse und juristische Texte, darunter auch eine Art Verfassung, die Telipinu um 1500 v. Chr. fixieren ließ. Auf der überwiegenden Anzahl der in Boğazköy gefundenen Tontafeln ist auch Alltägliches notiert, z. B. Vorratslisten. Ihnen ist der hohe Anteil von Bezeichnungen alltäglicher Dinge im bekannten Wortschatz zu verdanken.

## Phonetik und Phonologie
Weil die Hethiter die angepasste akkadische Keilschrift verwendeten und sie überwiegend syllabischer Natur ist, lassen sich die exakte Phonetik und Phonologie häufig nicht mehr mit völliger Sicherheit erforschen. Jedoch können mittels der Etymologie und auch der Varianten der Schreibungen innerhalb des Hethitischen einige aussagekräftige Feststellungen hinsichtlich der jeweiligen Wortformen getroffen werden.

### Konsonanten
|                        | bilabial | bilabial | alveolar | alveolar | palatal | palatal | velar | velar | labiovelar | labiovelar | laryngal | laryngal |
| ---------------------- | -------- | -------- | -------- | -------- | ------- | ------- | ----- | ----- | ---------- | ---------- | -------- | -------- |
| stl.                   | sth.     | stl.     | sth.     | stl.     | sth.    | stl.    | sth.  | stl.  | sth.       |            |          |          |
| Plosive                | p        | b        | t        | d        |         |         | k     | g     | kw         | gw         |          |          |
| Affrikaten             |          |          | ts       |          |         |         |       |       |            |            |          |          |
| Frikative              |          |          | s        |          |         |         |       |       |            |            | h2, h3   |          |
| Nasale                 |          | m        |          | n        |         |         |       |       |            |            |          |          |
| Vibranten              |          |          |          | r        |         |         |       |       |            |            |          |          |
| laterale Approximanten |          |          |          | l        |         |         |       |       |            |            |          |          |
| zentrale Approximanten |          | w        |          |          |         | j       |       |       |            |            |          |          |

Das s wurde in der Keilschrift konsequent als š geschrieben, obwohl die Keilschrift zwischen s und š unterscheidet. Daher ist es auch möglich, dass der Laut als stimmloser postalveolarer Frikativ [ʃ] ausgesprochen wurde oder als ein Laut zwischen diesen beiden ([s̺]. Modernes Griechisch und Spanisch haben beide eine ähnliche Entwicklung dieses Lautes durchgemacht).
Die Halbvokale [w] und [j] erscheinen in Diphthongen mit [a] und [aː].
Die Entdeckung des Hethitischen erregte dadurch Aufsehen, dass ein Teil der sogenannten Laryngale (Kehlkopflaute, wie z. B. [h2] und [h3]), die für die indogermanische Grundsprache zuvor nur hypothetisch erschlossen worden waren (Laryngaltheorie), in signifikanter Weise tatsächlich in den hethitischen Texten erhalten und schriftlich wiedergegeben waren (Transkriptionssymbol ḫ).

### Vokale
|             | vorne | vorne | zentral | zentral | hinten | hinten |
| ung.        | ger.  | ung.  | ger.    | ung.    | ger.   |        |
| geschlossen | i     |       |         |         |        | u      |
| mittel      | e     |       |         |         |        | o?     |
| offen       |       |       | a       |         |        |        |

(Eine Unterscheidung zwischen o (Keilschriftzeichen u) und u (Keilschriftzeichen ú) im Hethitischen ist umstritten.)

## Grammatik

### Morphologie

#### Allgemeines
Das Hethitische ist eine meist durch Ausgänge flektierende Sprache, deren Flexion teilweise vom Ablaut der Wurzel unterstützt wird. Für die Derivation werden hauptsächlich Suffixe, ggf. mit Ablaut, gebraucht, in einigen Fällen eine Reduplikation. Die aus der indogermanischen Grundsprache ererbte Nasalinfigierung erscheint synchron in den Varianten -né-, -én-, -nó- und -ón-, jeweils im Ablaut mit -n-, und -nén- im Ablaut mit -nen-.

#### Nominalmorphologie: Kasus, Numerus und Genus
Statt, wie sonst bei den frühen indogermanischen Sprachen üblich, dreier grammatischer Geschlechter, weiblich, männlich und sächlich, unterscheidet das Hethitische nur zwei, und zwar das Genus commune (Utrum) und das Genus neutrum (Neutrum), die durch unterschiedliche Formen aber nur im Nominativ und im Akkusativ unterschieden werden. Die Bezeichnungen stammen noch aus einer Zeit, in der man die – heute weitgehend widerlegte – These vertrat, dass im Hethitischen Femininum und Maskulinum zu einem gemeinsamen (lat. communis) Genus verschmolzen seien. Heute geht man davon aus, dass das Hethitische eine viel ältere Unterscheidung beibehalten hat.
Hiernach unterschied die indogermanische Grundsprache nur zwischen belebten Personen oder als belebt gedachten Sachen (Animata) und unbelebten Sachen (Inanimata). Im Hethitischen werden diese nahezu unverändert als Genus commune und Genus neutrum fortgesetzt.
In den meisten übrigen indogermanischen Sprachen teilten sich demnach die Animata später auf in Feminina (weibliches) und Maskulina (männliches Geschlecht). Diese grammatische Aufteilung ist dem Hethitischen fremd.
Es werden für das Kasussystem acht Kasus angenommen: Nominativ, Akkusativ, Vokativ, Genitiv, Dativ/Lokativ, Allativ, Ablativ und Instrumentalis.
Es gibt im hethitischen Nomen drei Numeri: Singular, Distributiv und Kollektivum. Auch in Distributiv und Kollektivum wird nur im Nominativ und im Akkusativ unterschieden. In der Regel bilden Communia (also Nomina im Genus commune) den Distributivplural, Neutra dagegen sind ein Kollektivum. Auch Abweichungen von diesem Verhalten sind regelmäßig.
In der folgenden Übersicht sind die regelmäßigen Endungen aufgeführt.
| Kasus/Numerus          | Singular         | Plural          | Kollektiv       |
| ---------------------- | ---------------- | --------------- | --------------- |
| Nominativ c.           | -š               | -eš             | unregelmäßig    |
| Akkusativ c.           | -n               | -uš             | unregelmäßig    |
| Nominativ/Akkusativ n. | -n, Ausgänge     | unregelmäßig    | -a              |
| Vokativ c.             | -i, -a, Ausgänge | -eš             | -eš             |
| Genitiv c./n.          | -aš              | -aš, älter: -an | -aš, älter: -an |
| Dativ/Lokativ c./n.    | -i               | -aš             | -aš             |
| Allativ c./n.          | -a               | -aš             | -aš             |
| Ablativ c./n.          | -az              | -az             | -az             |
| Instrumental c./n.     | -it              | -it             | -it             |

#### Verbalmorphologie: Numerus, Diathese, Tempus und Modus; Aktiv/Mediopassiv-System und Stativsystem
Für Verben gibt es zwei Numeri (Singular und Plural), zwei Diathesen (Aktiv und Mediopassiv), zwei Tempora (Präsens und Präteritum) und zwei Modi (Indikativ und Voluntativ in der 1. Person, Imperativ in der 2. und 3. Person). Von den Verben lassen sich vier Verbalnomina ableiten (Verbalsubstantiv, Infinitiv, Supinum und Partizip). Das -nt-Partizip hat im Hethitischen passive Bedeutung.
Bei den Verben werden zwei Konjugationsklassen unterschieden, die mi-Konjugation und die ḫi-Konjugation. Sie sind nach der Endung für die 1. Person Singular Indikativ Präsens Aktiv benannt. Im Plural und im Mediopassiv unterscheiden sich die Konjugationen nicht. In der folgenden Tabelle werden die Endungen der regelmäßigen Verben im Indikativ Präsens Aktiv und im Präteritum dargestellt.
|                      | mi-Konjugation Aktiv         | ḫi-Konjugation Aktiv         | Gemeinsames Mediopassiv         |
| -------------------- | ---------------------------- | ---------------------------- | ------------------------------- |
| Indikativ Präsens    |                              |                              |                                 |
| 1. Singular          | -mi                          | -ḫḫi                         | -ḫḫa/-ḫḫari/-ḫḫaḫari            |
| 2. Singular          | -ši (auch: -ti)              | -ti                          | tta/-ttari (auch: -tati)        |
| 3. Singular          | -zzi                         | -i                           | a/-ari/-tta/-ttari              |
| 1. Plural            | -wēni/-wāni/-uni             | -wēni/-wāni/-uni             | -wašta (auch: -waštari)         |
| 2. Plural            | -ttēni/-ttāni (auch: -šteni) | -ttēni/-ttāni (auch: -šteni) | -dduma/-ddumari (auch: -ddumat) |
| 3. Plural            | -anzi                        | -anzi                        | -anta/-antari                   |
| Indikativ Präteritum |                              |                              |                                 |
| 1. Singular          | -un/-nun                     | -ḫḫun                        | -ḫḫat/-ḫḫati/-ḫḫaḫat/-ḫḫaḫati   |
| 2. Singular          | -š/-ta                       | -ta (auch: -š)               | -ttat/-ttati (auch: -tta/-at)   |
| 3. Singular          | -ta                          | -š/-iš/-eš/-ta (auch: -šta)  | -at/-ati/-ta/-ttat/-ttati       |
| 1. Plural            | -wen                         | -wen                         | -waštat/-waštati                |
| 2. Plural            | -tten (auch: -šten)          | -tten (auch: -šten)          | -ddumat/-ddudumati              |
| 3. Plural            | -ir                          | -ir                          | -antat/-antati                  |
| Imperativ/Voluntativ |                              |                              |                                 |
| 1. Singular          | -allu                        | -allu/-lu                    | -ḫḫaru/-ḫḫaḫaru                 |
| 2. Singular          | keine, -t (auch: -i)         | keine, -i                    | -ḫuti/-ḫut                      |
| 3. Singular          | -tu                          | -u (auch: -štu)              | -aru/-ttaru                     |
| 1. Plural            | -wēni/-wāni                  | -wēni/-wāni                  | *-waštati                       |
| 2. Plural            | -tten (auch: -šten)          | -tten (auch: -šten)          | -ddumat/-ddumati                |
| 3. Plural            | -andu                        | -andu                        | -antaru                         |

Die Plural- und Mediopassiv-Formen zeigen regelhaft nichtakzentuierte Nullstufe und Endungsbetonung, die Singularformen der mi-Verben akzentuierte -e-Stufe oder akzentuierte Nullstufe und die Singularformen der ḫi-Verben akzentuierte -o-Stufe. Suffigierte Verbalbildungen werden immer einer der beiden Konjugationen zugewiesen; so fungieren die Iterativa auf -šš(a)- sowie die Kausativa und Faktitiva auf -nu- als mi-Verben und die Iterativa auf -ške/a- sowie die Faktitiva auf -aḫ(ḫ)- als ḫi-Verben.
Das anatolische Verbalsystem weist in dieser Ausformung erhebliche Unterschiede zur Verbalmorphologie der anderen indogermanischen Sprachzweige auf. Das anatolische Verb hat nur zwei Tempora (Präsens und Präteritum) und lediglich zwei Modi (Indikativ und Imperativ). Von den Modi Konjunktiv und Optativ finden sich keine Spuren; sie sind wahrscheinlich nie aufgebaut worden. Dies scheint eine ursprüngliche Struktur der Grundsprache widerzuspiegeln. Über die ḫi-Konjugation existieren die verschiedensten Hypothesen (aus dem Medium, aus dem Nomen, aus der thematischen Verbalflexion oder aus einer gänzlich hypothetischen grundsprachlichen h₂e-Konjugation); nach einer älteren Hypothese entstammt sie einem unreduplizierten Perfekt wie etwa grundsprachlich *ṷói̯d-h₂e „ich weiß“. Keine der Hypothesen kann jedoch überzeugend erklären, warum es beispielsweise zu den „normalen“ mi-Verben keinerlei Funktions- und Bedeutungsunterschiede gibt, warum die ḫi-Konjugation bei nasalinfigierten und bestimmten suffigierten Verben auftritt, warum sie ein ganz normales Mediopassiv bei sich hat und vor allem, warum die Pluralendungen identisch mit denen der mi-Verben sind. Hinsichtlich der Endungen besteht der einzige Unterschied zu den mi-Verben – in einem trotz aller Ursprünglichkeit sehr formenreichen Verbalsystem (Mediopassiv; vollständig erhaltenes ererbtes Stativ-System) – darin, dass anstelle von (1.Sg.) *mi, (2.Sg.) *si und (3.Sg.) *ti als Singularendungen (1.Sg.) *h₂ei̯, (2.Sg.) *th₂ei̯ und (3.Sg.) *ei̯ verwendet werden. Das weist deutlich darauf hin, dass der Gebrauch dieser drei Endungen eine sekundäre Besonderheit nur der anatolischen Sprachen darstellt.
Die genannten Endungen der ḫi-Konjugation treten stets zusammen mit dem -ó-Ablaut auf, der in der Wurzel, im Suffix und vor oder nach dem -n- des Nasalinfixes zu stehen kommen kann. Diese Endungen scheinen daher mit diesem Ablaut fest verschweißt zu sein. Bei diesem Zustand handelt es sich offenbar um eine – sonst in keiner anderen Einzelsprache auftretende – rein formale Imitation der Verhältnisse im grundsprachlichen Perfekt, das es demnach in einer Vorstufe des Anatolischen einmal gegeben haben muss. Eine weitere Besonderheit innerhalb der Problemstellung ist, dass Verben, die ererbtes -ó- in der Wurzel aufweisen, in einem normierenden Vorgang "attrahiert", d. h. in die ḫi-Konjugation eingegliedert werden.
Die erwähnte – sekundäre – Verschweißung von -ó-Ablaut und ḫi-Konjugation-Endungen nur im Singular bietet einen deutlichen Hinweis darauf, dass in den nullstufigen Pluralformen, die die erwarteten, "normalen" Endungen aufweisen, die ursprünglichen ererbten Verhältnisse bewahrt sind. Bei dieser Hypothese entfallen die bei den anderen Hypothesen auftretenden Erklärungsschwierigkeiten.   
Außerhalb dieses Aktiv/Mediopassiv-Systems ist für die hethitische Verbalmorphologie der vollständige Erhalt der aus der Grundsprache ererbten Stativbildungen charakteristisch. Diese zeichnen sich dadurch aus, dass sie innerhalb des Paradigmas nicht ablauten, also in der Verbalwurzel entweder durchgängige Nullstufe, durchgängige akzentuierte -e-Vollstufe oder durchgängige akzentuierte -e-Dehnstufe aufweisen. -o-Stufen kommen im Stativsystem nicht vor. Die Endungen der Stativverben sind mit denen des Mediopassivs identisch.

### Zahlwörter
Da in der Keilschrift die Zahlen zumeist als Zahlzeichen geschrieben werden, ist die Lautung vieler Zahlwörter nicht geklärt. Das Zahlwort „eins“ wurde bisher als ā- oder als šana- gelesen; P. Goedegebuure sieht dies dagegen in dem bislang als Pronomen angesehenen šiya-, für „zwei“ wird *duya- angesetzt, teri- für „drei“ und *šiptam- für „sieben“. Die Bildung von Ordinalzahlen ist nicht einheitlich. Für die Bildung von Wiederholungszahlwörtern wird das Suffix -anki angefügt.

## Wortschatz
Viele Wörter aus dem Grundwortschatz werden mit Logogrammen wiedergegeben und sind dann zwar übersetzbar, uns aber nicht der Aussprache nach bekannt. Der Rest des Grundwortschatzes kann etymologisch oft an andere indogermanische Sprachen angeschlossen werden. Wörter aus Bereichen, die den Hethitern erst nach ihrer Besiedlung Anatoliens bekannt geworden sind, wie die Medizin, die Politik oder die Architektur, sind meist Entlehnungen aus der Sprache derjenigen, von denen die Hethiter das jeweilige Kulturgut übernommen haben. Zu diesen Sprachen gehören das Hattische, das Indoiranische, das Akkadische und das Hurritische.
Erwähnenswert ist auch der Einfluss der luwischen Sprache. Die Luwier wanderten zeitgleich mit den Hethitern in Anatolien ein. Waren es im Althethitischen noch wenige, beinhaltete das Junghethitische viele luwische Lehnwörter im Grundwortschatz. Bald wurde die luwische Sprache auch im hethitischen Reich als Kultschrift für religiöse Texte verwendet. Vielfach behielten die Lehnwörter auch im Hethitischen die ursprünglichen Flexionsformen und wurden durch Winkelhaken gekennzeichnet.
Die folgende Tabelle enthält Beispiele für Lehnwörter im Hethitischen.
| Hethitisch | Übersetzung                         | Herkunft     | Wort in der Ursprungssprache          |
| ---------- | ----------------------------------- | ------------ | ------------------------------------- |
| ēzzan taru | „Streu und Holz“ (eine Kleinigkeit) | Akkadisch    | ḫamū u ḫuæābu (Lehnbedeutung)         |
| šallanu-   | aufziehen („groß machen“)           | Akkadisch    | rubbû (Lehnbedeutung)                 |
| tuppi-     | Tontafel                            | Akkadisch    | ṭuppu                                 |
| wartanna-  | Wendung                             | Indoiranisch | wartanna Sanskrit: vartate, er wendet |
| zalla-     | Trab                                | Luwisch      | car-/cal-                             |
| zuḫrit-    | Gras                                | Hurritisch   | zuḫri                                 |

## Beispielsatz
| Silbenzeichen                                      | Aussprache                              | Deutsch                                |
| -------------------------------------------------- | --------------------------------------- | -------------------------------------- |
| nu -an e-iz-za-at-te-ni wa-a-tar-ma e-ku-ut-te-ni. | nu NINDA-an ēzzateni, wādar-ma ekuteni. | Ihr esst Brot, Wasser aber trinkt ihr. |

Dies ist der erste hethitische Satz, der von Bedřich Hrozný vollständig übersetzt werden konnte. Er ist ein Beweis für die Zugehörigkeit der hethitischen Sprache zur indogermanischen Sprachfamilie: e-iz-za-at-te-ni, „ihr esst“, ist zweifellos mit dem althochdeutschen ezzan, wa-a-tar, „Wasser“, mit dem altniederdeutschen watar verwandt.
Das Ideogramm „“ ist sumerisch-babylonischen Ursprungs, bedeutet „Brot“ und wird im Sumerischen wie ninda ausgesprochen; es war Hrozný bereits bekannt. Seine hethitische Aussprache ist bisher unbekannt.

## Hethitische Literatur
Mit der Übernahme der Keilschrift geriet die hethitische Literatur auch unter den Einfluss der mesopotamischen Kultur. Um die akkadische Literatur zu erschließen, verfasste man lexikalische Listen nach mesopotamischem Vorbild. In den Archiven von Ḫattuša befanden sich sowohl akkadische Texte wie der Sargon-Mythos und Teile des Gilgamesch-Epos als auch anatolische Schriften. Die Hurriter vermittelten zwischen Mesopotamien und Kleinasien und hinterließen in Ḫattuša auch den Mythos Königtum im Himmel und dessen Fortsetzung, Der Gesang des Ullikummi. Diese Schriften sind nur in der hethitischen Übersetzung erhalten.
Weiter wurden die Mythen und Epen über den Schlangendämon Illuyanka und über den König Telipinu sowie weitere Fragmente in den Archiven aufbewahrt, die ihre Ursprünge wohl in Syrien und Mesopotamien haben. Zur hethitischen Literatur sind ferner Hymnen, Gebete und Anekdoten (moralisierende Geschichten) sowie ein Soldatenlied zu zählen.
Eine beachtliche literarische Leistung in der Geschichte der Geschichtsschreibung ist die Entwicklung der Annalistik und der Biographie.